# Friedhelm Fischerkeller
Friedhelm Fischerkeller , né le 3 janvier 1935 à Cologne et mort le 28 janvier 2008 dans la même ville, est un coureur cycliste allemand. Professionnel de 1959 à 1963, il a remporté le Tour d'Allemagne.

## Palmarès

### Palmarès amateur
- 1957
  -  Champion d'Allemagne sur route amateurs
  - Champion de Westphalie
  - 6e du championnat du monde sur route amateurs
- 1958
  -  Championn d'Allemagne sur route amateurs
  - Champion du district de Cologne
  - À travers le lande de Lunebourg

### Palmarès professionnel
- 1959
  - GP Veith
  - 2e du Tour des Quatre Cantons
  - 3e du GP du Locle
- 1961
  - Tour d'Allemagne :
    - Classement général
    - 1re étape
- 1962
  - 3e du championnat d'Allemagne de l'américaine
- 1963
  - 3e du championnat d'Allemagne de l'américaine

## Résultats sur les grands tours

### Tour de France
1 participation
- 1961 : abandon (17e étape)

### Tour d'Italie
2 participations
- 1960 : abandon (5e étape)
- 1961 : 34e

### Tour d'Espagne
1 participation
- 1959 : abandon (12e étape)